# Ral·li humorístic de Carcaixent

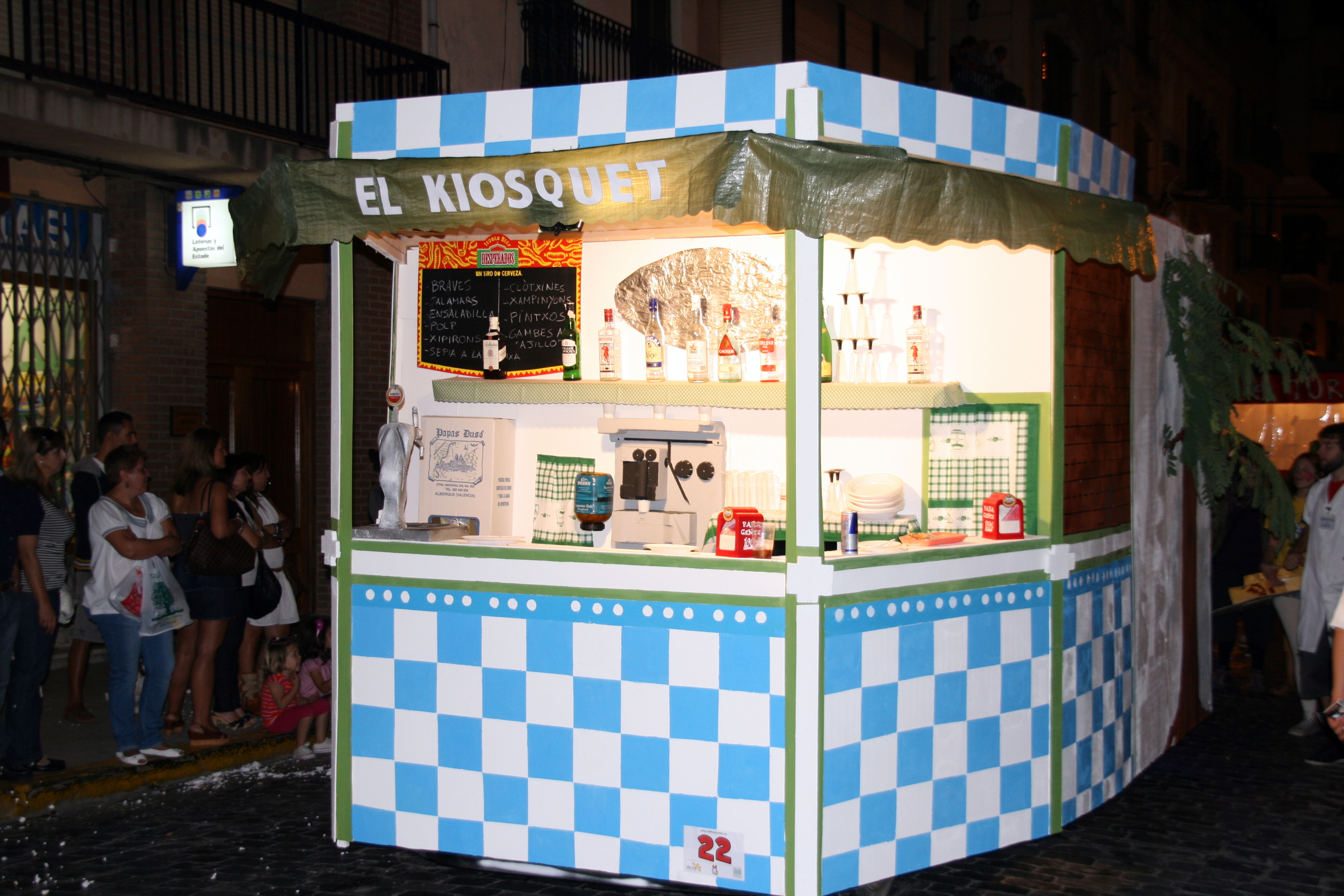
Cotxe en la desfilada del ral·li humorístic de Carcaixent

El Ral·li humorístic és una festa que se celebra a la ciutat valenciana de Carcaixent el primer cap de setmana d'octubre. La festa principal és la desfilada del cotxe que cada grup ha dissenyat el primer dia de ral·li.
Cada grup de participants es coneix com a cotxe i cada cotxe participa en una sèrie de proves per acumular punts i poder ser el guanyador.

## Proves[1]
- Prova d'inscripció: Prova que es realitza la segona quinzena de setembre per a donar a conéixer els cotxes participants.
- Prova del video: Cada cotxe grava un video humorístic sobre el tema que proposa l'organització.
- Prova de la cavalcada: Desfilada dels participants que porten com a element central un cotxe que s'ha modificat el seu exterior de manera que represente el tema elegit per cada grup participant. En la desfilada, els participants van disfressats segons el tema i solen dur acompanyament musical i poden realitzar coreografies.
- Proves transversals: Es porten a terme al llarg de tot el ral·li.
- Prova final: Es du a terme la nit del diumenge i té un caràcter humorístic. Es tracata d'una actuació que pot consistir en una coreografia o una representació curta que cada cotxe ha d'elaborar.

## Reconeixements
- L'any 2012 es va reconéixer el ral·li com a Festa d'interés turístic local.[2]
- L'any 2017 es va reconéixer el ral·li com a Festa d'interés turístic provincial.[3]